# پایگاه هوایی آبی مون-ترمبلان/لک اوئیمه
پایگاه هوایی آبی مون-ترمبلان/لک اوئیمه (به انگلیسی: Mont-Tremblant/Lac Ouimet Water Aerodrome) یک فرودگاه خصوصی است . این فرودگاه در کشور کانادا قرار دارد و در ارتفاع ۲۳۵ متری از سطح دریا واقع شده‌است.